# Heurodes turritus
Heurodes turritus är en spindelart som beskrevs av Eugen von Keyserling 1886. Heurodes turritus ingår i släktet Heurodes och familjen hjulspindlar.
Artens utbredningsområde är Tasmanien. Inga underarter finns listade i Catalogue of Life.